# Pfarrhaus (Grünenbach)

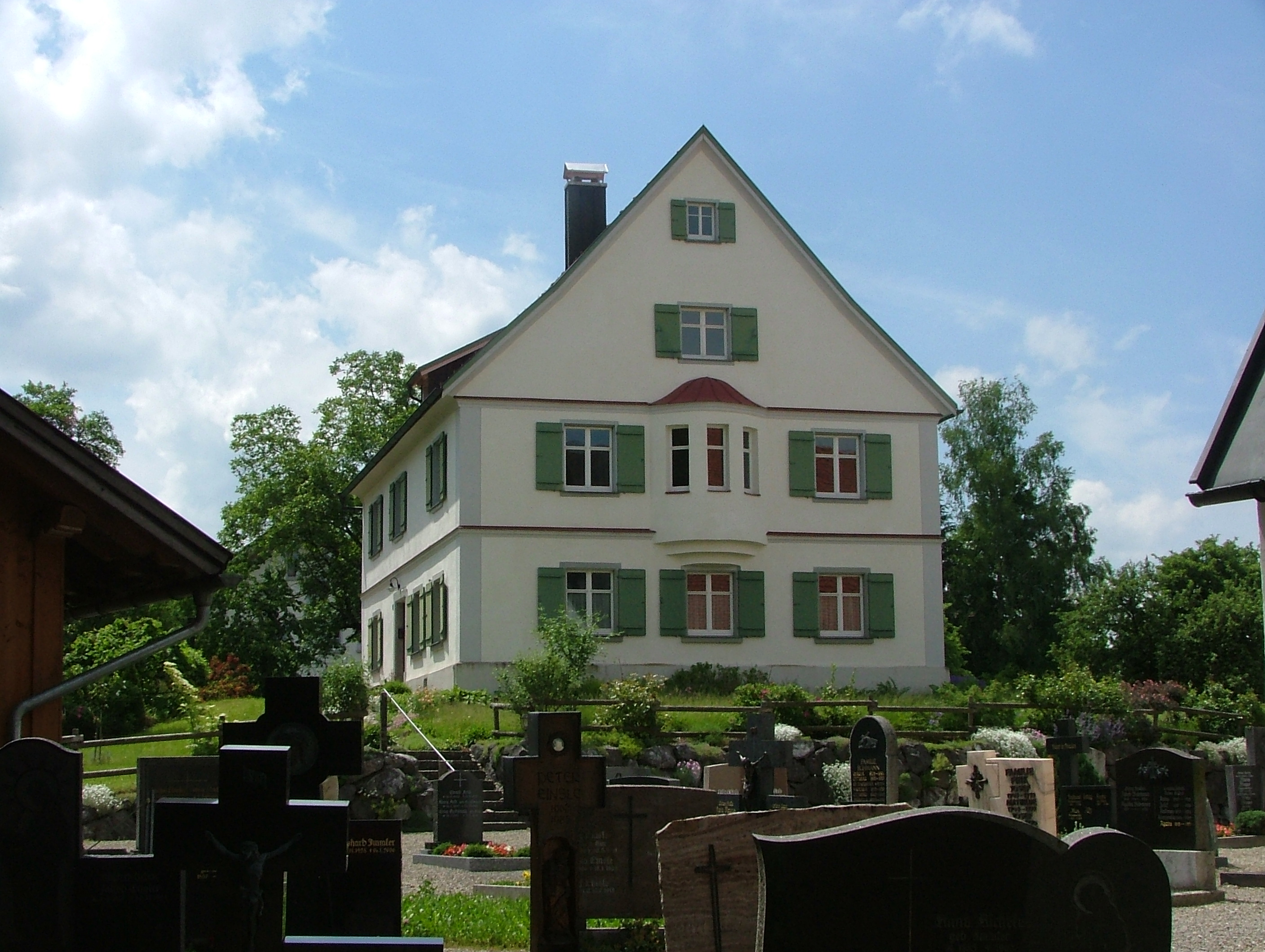
Ehemaliges Pfarrhaus in Grünenbach

Das Pfarrhaus in Grünenbach, einer Gemeinde im schwäbischen Landkreis Lindau (Bayern), wurde im 18. Jahrhundert errichtet. Das ehemalige Pfarrhaus am Kirchweg 4 ist ein geschütztes Baudenkmal.
Der zweigeschossige Giebelbau mit Obergeschosserker und Gesimsgliederung wurde Ende des 18. Jahrhunderts erbaut und um 1910 erneuert.